# 威廉·阿斯特伯里
威廉·阿斯特伯里，FRS（英語：William Thomas Astbury，Bill Astbury，1898年2月25日—1961年6月4日）是一位英国物理學家與分子生物學家，是最早利用X光繞射研究生物分子的人。他對角蛋白的研究，為萊納斯·鮑林發現α螺旋的基礎。於1937年，他為DNA結構研究踏出了第一步。

## 外部連結
- Astbury Centre for Structural Biology （页面存档备份，存于）